# Erebia arvernensis
Erebia arvernensis är en fjärilsart som beskrevs av Charles Oberthür 1908. Erebia arvernensis ingår i släktet Erebia och familjen praktfjärilar. Inga underarter finns listade i Catalogue of Life.